# 俄羅斯的尼古拉·羅曼諾維奇王子
尼古拉·羅曼諾維奇·罗曼诺夫（俄语：Николай Романович Романов；1922年9月26日—2014年9月14日），生前是聲稱擁有俄羅斯沙皇皇位的皇位請求者，被尊为尼古拉三世（俄语：Николай III），也是原俄羅斯皇室罗曼诺夫王朝成員中主張皇位傳男不傳女的羅曼諾夫家族協會之主席。他也主張其父母的婚姻違反了俄羅斯帝國的法律。